# Grand Prix Formule 1 van São Paulo 2023
De Grand Prix Formule 1 van São Paulo 2023 werd verreden op 5 november op het Autódromo José Carlos Pace in São Paulo. Het was de twintigste race van het seizoen.
De Grand Prix van São Paulo was de zesde en laatste van zes GP-weekeinden dit jaar waarin een "Sprint" gehouden wordt. Een "sprint" is bijna hetzelfde als een normale race, met als groot verschil dat de wedstrijd minder lang duurt. De afstand van de sprintrace bedraagt circa 100 kilometer, de wedstrijd is daardoor van korte duur (ongeveer 30 minuten).
Het Grand Prix-weekend begon op vrijdag met de eerste vrije training van zestig minuten, daarna volgde de kwalificatie. De uitslag van deze kwalificatie bepaalde de startopstelling van de hoofdrace op zondag (inclusief mogelijke gridstraffen) en bepaalde tevens welke coureur de term "poleposition" toegekend krijgt.
Op zaterdagmorgen werd een tweede korte kwalificatiesessie (Sprint Shootout) gehouden die de startopstelling van de "sprint" bepaalde, waarna in de middag de "sprint" werd gereden. 
Op zondag werd de hoofdrace gereden over een "normale" Grand Prix afstand (circa 300 kilometer) en de teams hadden een vrije bandenkeuze.

## Vrije training
- Enkel de top vijf wordt weergegeven.

| Pos. | Nr. | Coureur          | Constructeur      | Tijd     |
| ---- | --- | ---------------- | ----------------- | -------- |
| 1    | 55  | Carlos Sainz jr. | Ferrari           | 1:11.732 |
| 2    | 16  | Charles Leclerc  | Ferrari           | 1:11.840 |
| 3    | 63  | George Russell   | Mercedes          | 1:11.865 |
| 4    | 27  | Nico Hülkenberg  | Haas-Ferrari      | 1:11.928 |
| 5    | 23  | Alexander Albon  | Williams-Mercedes | 1:12.044 |

## Kwalificatie
Max Verstappen behaalde de eenendertigste pole position in zijn carrière.
| Pos.                   | Nr. | Coureur          | Constructeur               | Kwalificatietijden | Kwalificatietijden | Kwalificatietijden | Grid  |
| Pos.                   | Nr. | Coureur          | Constructeur               | Q1                 | Q2                 | Q3                 | Grid  |
| ---------------------- | --- | ---------------- | -------------------------- | ------------------ | ------------------ | ------------------ | ----- |
| 1                      | 1   | Max Verstappen   | Red Bull Racing-Honda RBPT | 1:10.436           | 1:10.162           | 1:10.727           | 1     |
| 2                      | 16  | Charles Leclerc  | Ferrari                    | 1:10.472           | 1:10.303           | 1:11.021           | 2     |
| 3                      | 18  | Lance Stroll     | Aston Martin-Mercedes      | 1:10.551           | 1:10.375           | 1:11.344           | 3     |
| 4                      | 14  | Fernando Alonso  | Aston Martin-Mercedes      | 1:10.557           | 1:10.237           | 1:11.387           | 4     |
| 5                      | 44  | Lewis Hamilton   | Mercedes                   | 1:10.604           | 1:10.266           | 1:11.469           | 5     |
| 6                      | 63  | George Russell   | Mercedes                   | 1:10.340           | 1:10.316           | 1:11.590           | 8 *1  |
| 7                      | 4   | Lando Norris     | McLaren-Mercedes           | 1:10.623           | 1:10.021           | 1:11.987           | 6     |
| 8                      | 55  | Carlos Sainz jr. | Ferrari                    | 1:10.624           | 1:10.254           | 1:11.989           | 7     |
| 9                      | 11  | Sergio Pérez     | Red Bull Racing-Honda RBPT | 1:10.668           | 1:10.219           | 1:12.321           | 9     |
| 10                     | 81  | Oscar Piastri    | McLaren-Mercedes           | 1:10.519           | 1:10.330           | Geen tijd          | 10    |
| 11                     | 27  | Nico Hülkenberg  | Haas-Ferrari               | 1:10.475           | 1:10.547           |                    | 11    |
| 12                     | 31  | Esteban Ocon     | Alpine-Renault             | 1:10.763           | 1:10.562           |                    | 14 *1 |
| 13                     | 10  | Pierre Gasly     | Alpine-Renault             | 1:10.793           | 1:10.567           |                    | 15 *1 |
| 14                     | 20  | Kevin Magnussen  | Haas-Ferrari               | 1:10.602           | 1:10.723           |                    | 12    |
| 15                     | 23  | Alexander Albon  | Williams-Mercedes          | 1:10.621           | 1:10.840           |                    | 13    |
| 16                     | 22  | Yuki Tsunoda     | AlphaTauri-Honda RBPT      | 1:10.837           |                    |                    | 16    |
| 17                     | 3   | Daniel Ricciardo | AlphaTauri-Honda RBPT      | 1:10.843           |                    |                    | 17    |
| 18                     | 77  | Valtteri Bottas  | Alfa Romeo-Ferrari         | 1:10.955           |                    |                    | 18    |
| 19                     | 2   | Logan Sargeant   | Williams-Mercedes          | 1:11.035           |                    |                    | 19    |
| 20                     | 24  | Zhou Guanyu      | Alfa Romeo-Ferrari         | 1:11.275           |                    |                    | 20    |
| Q1 107% tijd: 1:15.264 |     |                  |                            |                    |                    |                    |       |

*1 George Russell, Esteban Ocon en Pierre Gasly zijn kregen een gridstraf van twee plaatsen wegens onnodig langzaam rijden en het niet volgen van de instructies van de westrijdleiding.

## Sprintkwalificatie
| Pos.                    | Nr. | Coureur          | Constructeur               | Kwalificatietijden | Kwalificatietijden | Kwalificatietijden | Grid |
| Pos.                    | Nr. | Coureur          | Constructeur               | SQ1                | SQ2                | SQ3                | Grid |
| ----------------------- | --- | ---------------- | -------------------------- | ------------------ | ------------------ | ------------------ | ---- |
| 1                       | 4   | Lando Norris     | McLaren-Mercedes           | 1:11.824           | 1:11.221           | 1:10.622           | 1    |
| 2                       | 1   | Max Verstappen   | Red Bull Racing-Honda RBPT | 1:11.888           | 1:11.262           | 1:10.683           | 2    |
| 3                       | 11  | Sergio Pérez     | Red Bull Racing-Honda RBPT | 1:12.218           | 1:11.230           | 1:10.756           | 3    |
| 4                       | 63  | George Russell   | Mercedes                   | 1:11.976           | 1:11.516           | 1:10.857           | 4    |
| 5                       | 44  | Lewis Hamilton   | Mercedes                   | 1:11.870           | 1:11.476           | 1:10.940           | 5    |
| 6                       | 22  | Yuki Tsunoda     | AlphaTauri-Honda RBPT      | 1:12.358           | 1:11.676           | 1:11.019           | 6    |
| 7                       | 16  | Charles Leclerc  | Ferrari                    | 1:12.107           | 1:11.473           | 1:11.077           | 7    |
| 8                       | 3   | Daniel Ricciardo | AlphaTauri-Honda RBPT      | 1:12.175           | 1:11.423           | 1:11.122           | 8    |
| 9                       | 55  | Carlos Sainz jr. | Ferrari                    | 1:11.796           | 1:11.491           | 1:11.126           | 9    |
| 10                      | 81  | Oscar Piastri    | McLaren-Mercedes           | 1:12.356           | 1:11.648           | 1:11.189           | 10   |
| 11                      | 20  | Kevin Magnussen  | Haas-Ferrari               | 1:12.058           | 1:11.727           |                    | 11   |
| 12                      | 27  | Nico Hülkenberg  | Haas-Ferrari               | 1:12.136           | 1:11.752           |                    | 12   |
| 13                      | 10  | Pierre Gasly     | Alpine-Renault             | 1:12.229           | 1:11.822           |                    | 13   |
| 14                      | 77  | Valtteri Bottas  | Alfa Romeo-Ferrari         | 1:12.303           | 1:11.872           |                    | 14   |
| 15                      | 14  | Fernando Alonso  | Aston Martin-Mercedes      | 1:12.224           | Geen tijd          |                    | 15   |
| 16                      | 31  | Esteban Ocon     | Alpine-Renault             | 1:12.388           |                    |                    | 16   |
| 17                      | 18  | Lance Stroll     | Aston Martin-Mercedes      | 1:12.482           |                    |                    | 17   |
| 18                      | 24  | Zhou Guanyu      | Alfa Romeo-Ferrari         | 1:12.497           |                    |                    | 18   |
| 19                      | 23  | Alexander Albon  | Williams-Mercedes          | 1:12.525           |                    |                    | 19   |
| 20                      | 2   | Logan Sargeant   | Williams-Mercedes          | 1:12.615           |                    |                    | 20   |
| SQ1 107% tijd: 1:16.822 |     |                  |                            |                    |                    |                    |      |

## Sprint
Max Verstappen won voor de zevende keer in zijn carrière een sprint.
| Pos.               | Nr. | Coureur          | Constructeur               | Rondes | Tijd / Oorzaak Uitval | Grid | Punten |
| ------------------ | --- | ---------------- | -------------------------- | ------ | --------------------- | ---- | ------ |
| 1                  | 1   | Max Verstappen   | Red Bull Racing-Honda RBPT | 24     | 30:07.209             | 2    | 8      |
| 2                  | 4   | Lando Norris     | McLaren-Mercedes           | 24     | +4.287                | 1    | 7      |
| 3                  | 11  | Sergio Pérez     | Red Bull Racing-Honda RBPT | 24     | +13.617               | 3    | 6      |
| 4                  | 63  | George Russell   | Mercedes                   | 24     | +25.879               | 4    | 5S     |
| 5                  | 16  | Charles Leclerc  | Ferrari                    | 24     | +28.560               | 7    | 4      |
| 6                  | 22  | Yuki Tsunoda     | AlphaTauri-Honda RBPT      | 24     | +29.210               | 6    | 3      |
| 7                  | 44  | Lewis Hamilton   | Mercedes                   | 24     | +34.726               | 5    | 2      |
| 8                  | 55  | Carlos Sainz jr. | Ferrari                    | 24     | +35.106               | 9    | 1      |
| 9                  | 3   | Daniel Ricciardo | AlphaTauri-Honda RBPT      | 24     | +35.303               | 8    |        |
| 10                 | 81  | Oscar Piastri    | McLaren-Mercedes           | 24     | +38.219               | 10   |        |
| 11                 | 14  | Fernando Alonso  | Aston Martin-Mercedes      | 24     | +39.061               | 15   |        |
| 12                 | 18  | Lance Stroll     | Aston Martin-Mercedes      | 24     | +39.478               | 17   |        |
| 13                 | 10  | Pierre Gasly     | Alpine-Renault             | 24     | +40.621               | 13   |        |
| 14                 | 31  | Esteban Ocon     | Alpine-Renault             | 24     | +42.848               | 16   |        |
| 15                 | 23  | Alexander Albon  | Williams-Mercedes          | 24     | +43.394               | 19   |        |
| 16                 | 20  | Kevin Magnussen  | Haas-Ferrari               | 24     | +56.507               | 12   |        |
| 17                 | 24  | Zhou Guanyu      | Alfa Romeo-Ferrari         | 24     | +58.723               | 20   |        |
| 18                 | 27  | Nico Hülkenberg  | Haas-Ferrari               | 24     | +1:00.330             | 11   |        |
| 19                 | 77  | Valtteri Bottas  | Alfa Romeo-Ferrari         | 24     | +1:00.749             | 18   |        |
| 20                 | 2   | Logan Sargeant   | Williams-Mercedes          | 24     | +1:00.945             | 19   |        |
| Bron: formula1.com |     |                  |                            |        |                       |      |        |

S George Russell reed in ronde 2 de snelste ronde in 1:14.422 maar in de sprint levert dit geen extra punt op.

## Wedstrijd
Max Verstappen behaalde de tweeënvijftigste Grand Prix-overwinning in zijn carrière.
| Pos.         | Nr. | Coureur          | Constructeur               | Rondes | Tijd / Oorzaak Uitval | Grid | Punten |
| ------------ | --- | ---------------- | -------------------------- | ------ | --------------------- | ---- | ------ |
| 1            | 1   | Max Verstappen   | Red Bull Racing-Honda RBPT | 71     | 1:56:48.894           | 1    | 25     |
| 2            | 4   | Lando Norris     | McLaren-Mercedes           | 71     | +8.277                | 6    | 19S    |
| 3            | 14  | Fernando Alonso  | Aston Martin-Mercedes      | 71     | +34.155               | 4    | 15     |
| 4            | 11  | Sergio Pérez     | Red Bull Racing-Honda RBPT | 71     | +34.208               | 9    | 12     |
| 5            | 18  | Lance Stroll     | Aston Martin-Mercedes      | 71     | +40.845               | 3    | 10     |
| 6            | 55  | Carlos Sainz jr. | Ferrari                    | 71     | +50.188               | 7    | 8      |
| 7            | 10  | Pierre Gasly     | Alpine-Renault             | 71     | +56.093               | 15   | 6      |
| 8            | 44  | Lewis Hamilton   | Mercedes                   | 71     | +1:02.859             | 5    | 4      |
| 9            | 22  | Yuki Tsunoda     | AlphaTauri-Honda RBPT      | 71     | +1:09.880             | 16   | 2      |
| 10           | 31  | Esteban Ocon     | Alpine-Renault             | 70     | +1 ronde              | 14   | 1      |
| 11           | 2   | Logan Sargeant   | Williams-Mercedes          | 70     | +1 ronde              | 19   |        |
| 12           | 27  | Nico Hülkenberg  | Haas-Ferrari               | 70     | +1 ronde              | 11   |        |
| 13           | 3   | Daniel Ricciardo | AlphaTauri-Honda RBPT      | 70     | +1 ronde              | 17   |        |
| 14           | 81  | Oscar Piastri    | McLaren-Mercedes           | 69     | +2 rondes             | 10   |        |
| DNF          | 63  | George Russell   | Mercedes                   | 57     | Oliedruk/temperatuur  | 8    |        |
| DNF          | 77  | Valtteri Bottas  | Alfa Romeo-Ferrari         | 39     | Hydraulisch probleem  | 18   |        |
| DNF          | 24  | Zhou Guanyu      | Alfa Romeo-Ferrari         | 22     | Motor                 | 20   |        |
| DNF          | 20  | Kevin Magnussen  | Haas-Ferrari               | 0      | Botsing               | 12   |        |
| DNF          | 23  | Alexander Albon  | Williams-Mercedes          | 0      | Botsing               | 13   |        |
| DNS          | 16  | Charles Leclerc  | Ferrari                    | 0      | Hydraulisch probleem  | – *1 |        |
| formula1.com |     |                  |                            |        |                       |      |        |

S Lando Norris reed voor de zesde keer in zijn carrière een snelste ronde en behaalde hiermee een extra punt.

*1 Charles Leclerc startte de race niet na het ongeluk tijdens de opwarmronde veroorzaakt door een hydraulisch probleem. Zijn tweede plaats op de grid bleef leeg.

## Tussenstanden wereldkampioenschap
Betreft tussenstanden voor het wereldkampioenschap na afloop van de race.

### Coureurs
| Pos. | Nr. | Coureur          | Constructeur               | Punten |
| ---- | --- | ---------------- | -------------------------- | ------ |
| 1    | 1   | Max Verstappen   | Red Bull Racing-Honda RBPT | 524    |
| 2    | 11  | Sergio Pérez     | Red Bull Racing-Honda RBPT | 258    |
| 3    | 44  | Lewis Hamilton   | Mercedes                   | 226    |
| 4    | 14  | Fernando Alonso  | Aston Martin-Mercedes      | 198    |
| 5    | 4   | Lando Norris     | McLaren-Mercedes           | 195    |
| 6    | 55  | Carlos Sainz jr. | Ferrari                    | 192    |
| 7    | 16  | Charles Leclerc  | Ferrari                    | 170    |
| 8    | 63  | George Russell   | Mercedes                   | 156    |
| 9    | 18  | Oscar Piastri    | McLaren-Mercedes           | 87     |
| 10   | 18  | Lance Stroll     | Aston Martin-Mercedes      | 63     |

### Constructeurs
| Pos. | Constructeur               | Punten |
| ---- | -------------------------- | ------ |
| 1    | Red Bull Racing-Honda RBPT | 782    |
| 2    | Mercedes                   | 382    |
| 3    | Ferrari                    | 362    |
| 4    | McLaren-Mercedes           | 282    |
| 5    | Aston Martin-Mercedes      | 261    |
| 6    | Alpine-Renault             | 108    |
| 7    | Williams-Mercedes          | 28     |
| 8    | AlphaTauri-Honda RBPT      | 21     |
| 9    | Alfa Romeo-Ferrari         | 16     |
| 10   | Haas-Ferrari               | 12     |